# Konstantin Konik

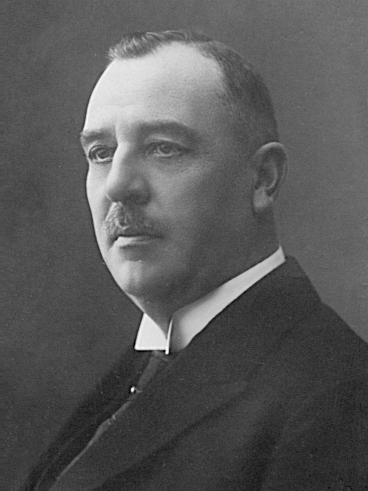
Konstantin Konik

Konstantin Konik (ur. 31 grudnia 1873 w Dorpacie, zm. 3 sierpnia 1936 tamże) – estoński lekarz, polityk i minister spraw oświaty i spraw socjalnych (1928).

## Życiorys
W 1899 roku ukończył studia na uniwersytecie w Dorpacie (obecnie Tartu), po czym rozpoczął praktykę lekarską. W 1909 obronił doktorat, w latach 1913–1915 publikował w czasopiśmie lekarskim „Trevis“. Po rewolucji lutowej 1917 roku wszedł w skład Rządu Prowincji, a 19 stycznia 1918 roku razem z Konstantinem Pätsem i Jüri Vilmsem znalazł się w Estońskiej Komisji Ocalenia. W latach 1918–1920 Konik był kierownikiem Departamentu Ochrony Zdrowia Estońskiego Rządu Tymczasowego. Następnie, w latach 1920–1931 był profesorem chirurgii i dziekanem Wydziału Medycyny na uniwersytecie w Tartu. Udało mu się wyposażyć klinikę uniwersytecką w nowoczesne urządzenia, dzięki czemu zdobył szacunek i wrócił do polityki. Objął funkcję ministra spraw oświaty i spraw socjalnych (1928) w rządzie Jaana Tõnissona. Później wrócił na uniwersytet, gdzie pracował do końca życia. Zmarł w 1936.

## Odznaczenia
- Order Krzyża Wolności (za służbę cywilną) I klasy (1920)[1]
- Order Estońskiego Czerwonego Krzyża III (1922), II (1929) i I klasy (1929)[2][3]
- Order Krzyża Orła I klasy (1930)[4]